# 佩里縣 (密蘇里州)
佩里縣（英語：Perry County）是美國密蘇里州東南部的一個縣，東隔密西西比河與伊利諾伊州相望。面積1,254平方公里。根據美國2000年人口普查，共有人口18,132人。縣治佩里維爾 (Perryville)。
成立於1821年1月1日。縣名紀念1812年戰爭英雄奧利弗·哈澤德·佩里。